# 佐那神社
佐那神社（さなじんじゃ）は、三重県多気郡多気町仁田にある神社。旧社格は県社。
伊勢神宮皇大神宮（内宮）に相殿神として祀られている天手力男命を主祭神とし、伊勢神宮の古材の払い下げを受けて社殿が造り替えられるなど、伊勢神宮との関連の深い神社である。

## 社名
社名の「佐那」は、『古事記』や『皇太神宮儀式帳』に記載のある「佐那県」という地名に由来する。また近世には鎮座地周辺を「佐奈谷」と称していた。江戸時代には俗称として「大森社」・「中の宮」と呼ばれていた。『勢陽五鈴遺響』は「佐奈神社」と記す。「中の宮」の名は、佐那神社とともに神宮造替使によって社殿の建て替えが行われた多気郡の3社である須麻漏賣社を一之大宮、櫛田神社を大社と呼んだことと関連すると考えられる。

## 祭神
天手力男命と曙立王命を主祭神とする。『延喜式神名帳』に「佐那神社二座」とあるように、2柱の神を祀り、うち1柱を天手力男命とすることは諸書で概ね一致するが、もう1柱については、曙立王命のほか若沙那賣神、天石窓神、御代宿禰とする説もある。天手力男命は『古事記』の天孫降臨の段に「手力男神者、坐佐那那県也」と記され、曙立王命は『古事記』の開化天皇の段に「此曙立王者、伊勢之品遅部君、伊勢之佐那造之祖」と記されていることが佐那神社の祭神たる根拠となっている。
上記の2柱のほか、合祀元の神社の祭神であった天宇受賣命・速玉男命・伊邪那美命・天照大御神・須佐之男命・天忍穂耳命・天穂日命・天津日子根命・活津日子根命・熊野久須毘命・多紀理毘賣命・多岐都比賣命・市寸嶋比賣命・火産霊神・倉稲魂命・大山祇神・木花咲耶姫命・事解男命・誉田別尊・猿田彦命・菅原道真公・不詳2座を祀る。

## 境内
仁田集落南部に鎮座し、付近には佐那神社に由来する「かみた」・「社はた」などの地名が残る。3,435坪（約11,355m2）ある境内は、標高41mの丘陵の緩やかな斜面にある。境内の南を佐奈川が流れる。境内には社務所・手水舎・参籠所・拝殿・握舎・本殿・神饌所などがある。社務所は木造平屋建で切妻造の瓦葺、本殿は南向きで瑞垣に囲まれており、豊受大神宮（外宮）に準じた神明造である。
境内社には和玉神社と神明社がある。郷土の国事殉難者を祀る和玉神社は拝殿・本殿・玉垣を有するが、神明社は小さな祠である。ほかに天宇受賣命の荒魂・和魂を祀る2本の自然石、大山祇神を祀る自然石、伊勢神宮と熊野三社の遥拝所がある。

## 信仰
多気町仁田・五桂の産土神である。氏子地域は旧多気郡佐奈村全域、すなわち多気町神坂（こうざか）・五桂・五佐奈・四神田（しこうだ・しこだ）・西山・仁田・長谷・平谷・前村・油夫（ゆぶ）の10大字である。祭神が力の神である天手力男命であることから、地元の多気町のほか、松阪市や亀山市、三重県外では名古屋市や大阪市からも参拝者が訪れる。正月は特に賑わう。

## 被合祀社
佐那神社は以下の神社を1908年（明治41年）1月8日に合祀している。
| 社名                  | 旧所在地           | 備考         |
| --------------------- | ------------------ | ------------ |
| 八柱神社              | 神坂               | 村社         |
| 浅間神社              | 神坂               | 無格社       |
| 神坂八柱神社境内社2社 | 神坂八柱神社境内   |              |
| 箱部神社              | 五桂               | 無格社       |
| 八雲神社              | 五佐奈             | 村社         |
| 八柱神社              | 五佐奈             | 村社         |
| 八幡神社              | 五佐奈             | 無格社       |
| 金垣内神社            | 五佐奈             | 無格社       |
| 澤本神社              | 五佐奈             | 無格社       |
| 若宮神社              | 五佐奈八雲神社境内 |              |
| 八柱神社              | 四神田             | 村社         |
| 小社神社              | 四神田             | 無格社       |
| 若宮神社              | 四神田八柱神社境内 |              |
| 八雲神社              | 四神田小社神社境内 |              |
| 八柱神社2社           | 西山               | 村社         |
| 八雲神社              | 西山八柱神社境内   |              |
| 奈良雄神社            | 佐奈神社境内       | 祭神不詳     |
| 神明神社              | 佐奈神社境内       | 天照大御神   |
| 八雲神社              | 佐奈神社境内       | 須佐之男命   |
| 伊弉册神社            | 佐奈神社境内       | 伊邪那美命   |
| 浅間神社              | 佐奈神社境内       | 木花咲耶姫命 |
| 秋葉神社              | 佐奈神社境内       | 火産霊神     |
| 熊野三社神社          | 長谷               | 村社         |
| 須麻留賣神社          | 平谷               | 村社         |
| 八幡神社              | 平谷               | 村社         |
| 久保八雲神社          | 平谷               | 村社         |
| 須麻留賣神社境内社3社 | 須麻留賣神社境内   |              |
| 八柱神社              | 前村               | 村社         |
| 稲荷神社              | 前村               | 無格社       |
| 八柱神社              | 油夫               | 村社         |
| 油夫八柱神社境内社4社 | 油夫八柱神社境内   |              |

## 歴史
創建は不詳であるが、『延喜式神名帳』に記載があることから、少なくとも平安時代には存在した。伊勢神宮の式年遷宮に合わせて外宮造替使によって社殿が建て替えられた6社のうちの1社に名が記されている。また、元禄12年（1699年）まで有爾郷より土器が調進されていたようである。
江戸時代には、中断していた式年遷宮の制度が再開され、神宮の古材の払い下げを受けて建て替えられた。（当時の造り替え記録が佐那神社に残っている。）享保9年（1724年）、和歌山藩は当時「中の宮」などと呼ばれていたこの神社の社頭に「佐那神社」の標石を立て、式内社に比定した。氏子地域である仁田村と五桂村の村民は毎年正月に藁を納めた。明治4年（1871年）に村社に列格、1906年（明治39年）12月25日に神饌幣帛料供進社の指定を受けた。この頃、社名は「佐奈神社」となっていた。
1908年（明治41年）1月8日には佐奈村内の諸社を合祀し、同時に旧称の「佐那神社」に社名を戻した。1910年（明治43年）1月と1931年（昭和6年）に古式に則り、式年遷宮を行った。1927年（昭和2年）11月、社殿の敷地を拡張し、1943年（昭和18年）10月8日に県社に昇格した。
戦後の1946年（昭和21年）5月10日、宗教法人となる。1952年（昭和27年）、郷土の国事殉難者の祭祀を開始し、1984年（昭和59年）11月に境内社・和玉神社として建立された。
2008年（平成20年）6月6日、佐那神社の社務所から出火、150m2を全焼した。2013年（平成25年）10月2日には60年ぶりの社殿の建て替えに向けて「手斧始め祭」が行われ、2015年（平成27年）3月13日に遷座祭が執り行われた。同年3月29日には遷座を祝う「式年遷座奉祝祭」が催行された。

## 祭儀
神職は宮司1名、禰宜1名と総代10名からなる。明治までは神主1名と神人6人からなる「七人衆」が社務を司り、「小野派」と「綾野派」があった。
祭儀は毎月1日と15日に行われる月次祭のほか、歳旦祭（1月1日）、どんど祭（1月15日）、祈年祭（3月8日）、夏越大祓（6月30日）、例祭（10月8日）、和玉神社慰霊祭（11月8日）、新嘗祭（12月8日）、大祓（12月30日）が行われる。例祭は11月5日だったが、1943年（昭和18年）10月8日に県社へ昇格したことを記念して10月8日に変更された。かつては村の広場にて「天鈿女踊り」（あめのうずめおどり）と呼ばれる手踊りが行われていた。
多気町長谷に1998年（平成10年）に造成された「車田」ではもち米を生産しているが、毎年生産されたもち米が佐那神社に奉納されている。長谷の車田御田植祭では、佐那神社の禰宜がまず神事を行う。

## 交通
多気町立佐奈小学校の西隣にある。
公共交通
- JR紀勢本線 佐奈駅より徒歩で10分程度[20]（北東へ約750m[2]）。
- 三重交通バス「五桂口」停留所よりすぐ[11]。

自家用車
- 伊勢自動車道 勢和多気ICよる約5分[20]。社地の南を国道42号が通っている[2]。神社の裏手に駐車場がある[21]。

## 関連書籍
- 小野孝男『古事記 天手力男』多気ブックセンター、2014年1月24日、57p. ISBN 9784990735401[22][23][24] - 佐奈小学校の卒業生で多気ブックセンター社長の著者が古事記や佐那神社、同社の祭神である天手力男について知ってもらうために出版した書籍[24]。